# Calamus calamus
Calamus calamus là loài cá thuộc họ Sparidae. Loài này được Valenciennes mô tả khoa học đầu tiên năm 1830.